# Topana postica
Topana postica är en insektsart som beskrevs av Walker, F. 1869. Topana postica ingår i släktet Topana och familjen vårtbitare. Inga underarter finns listade i Catalogue of Life.